# 噶瑪林巴
噶瑪·林巴（藏語：ཀརྨ་གླིང་པ་，威利转写：kar ma gling pa，THL：karma lingpa，1350年—?），寧瑪派上師之一，著名的伏藏師，相傳他曾受到蓮花生大士的啟發，取出伏藏《文武百尊自解脫智》，詳述了中陰教義，傳授了一系列的文武百尊法教。

## 延伸閱讀
- Reynolds, John Myrdin, , Station Hill Press, Inc., 1989